# Бауэн (Ури)
Бауэн (нем. Bauen) — деревня и бывшая коммуна в Швейцарии, в кантоне Ури. Расположена на берегу Урнского озера.
Население составляет 165 человек (на 31 декабря 2019 года). Официальный код — 1204.
1 января 2021 года коммуна Бауэн была присоединена к коммуне Зедорф, расположенной в 2 км южнее.

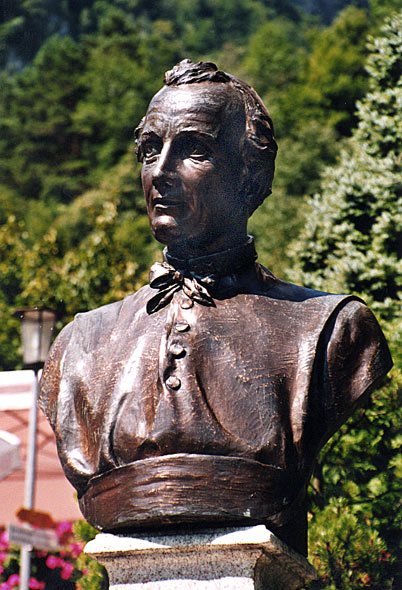
Памятник Альберту Цвиссигу

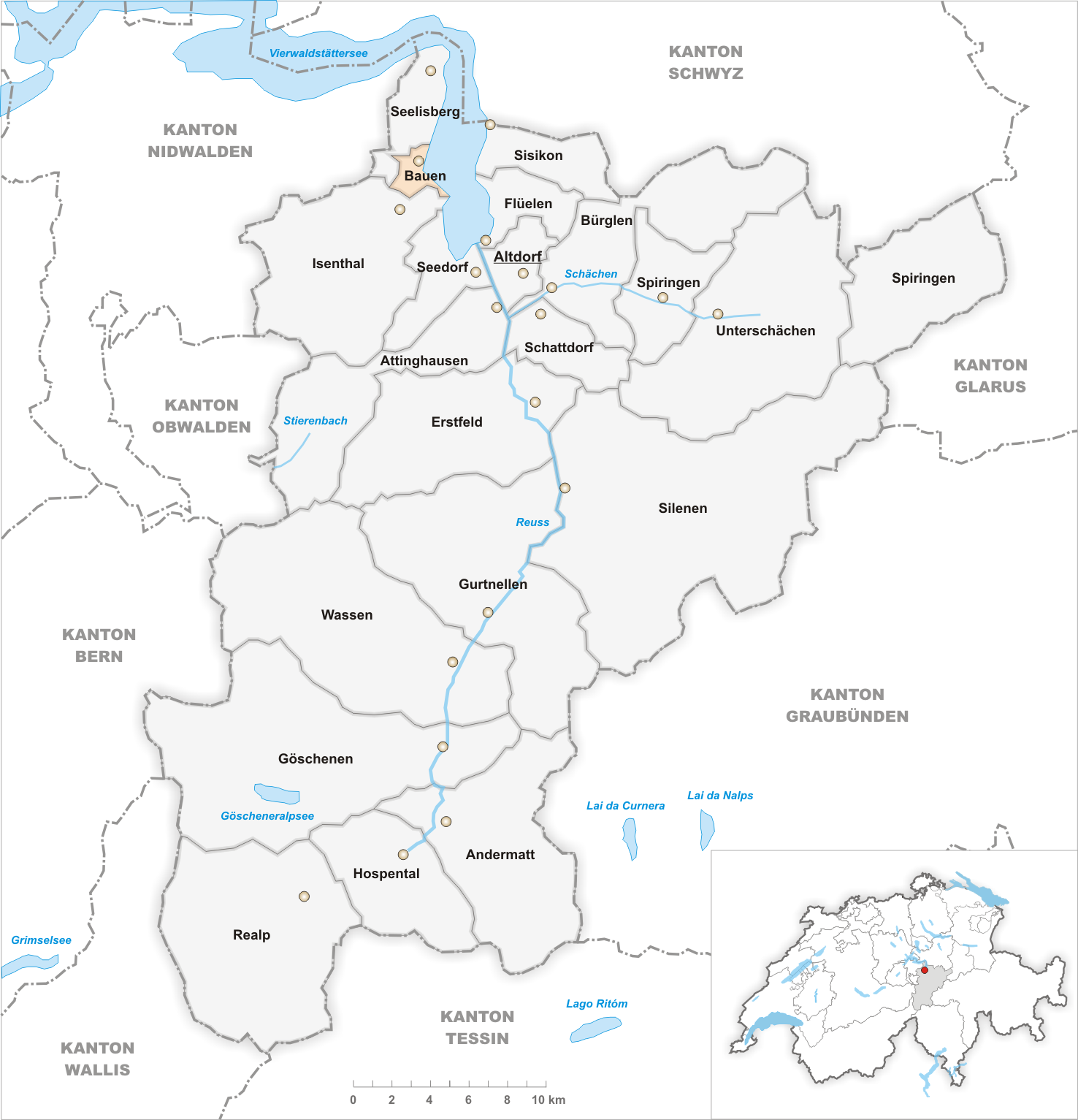
Коммуна Бауэн до присоединения к Зедорфу